# Vyvodnoj
Vyvodnoj är en udde i Antarktis. Den ligger i Östantarktis. Australien gör anspråk på området.
Terrängen inåt land är platt åt sydost, men åt sydväst är den kuperad. Havet är nära Vyvodnoj åt nordväst. Trakten är obefolkad. Det finns inga samhällen i närheten. 